# جوزف پتیت
جوزف پتیت (انگلیسی: Joseph M. Pettit; ۱۵ ژوئیهٔ ۱۹۱۶ – ۱۵ سپتامبر ۱۹۸۶) دانشمند در زمینه مهندسی الکترونیک اهل ایالات متحده آمریکا بود.
همچنین برندهٔ جوایزی همچون مدال مؤسسان انجمن مهندسان برق و الکترونیک شده‌است.